# Desterro e Carnaval
Desterro e Carnaval é o décimo segundo álbum de estúdio do cantor brasileiro Rogério Skylab; a última parte de sua assim chamada "Trilogia dos Carnavais". Foi lançado de forma independente em 2015, e ao contrário dos discos anteriores de Skylab, não saiu em formato físico, estando disponível somente na forma de download; método este que viria a continuar em seus próximos lançamentos. O álbum contou com participações especiais de Arrigo Barnabé, Michael Sullivan, Luís Capucho, Fausto Fawcett e Tavinho Paes.
"Lívia" é uma versão em português de "Delia's Gone", uma canção folclórica americana popularizada por Johnny Cash. "Mariana" é cantada em francês.

## Recepção
Escrevendo para o site Galeria Musical, Felipe Lucena deu a Desterro e Carnaval a nota máxima de 5 estrelas de 5, chamando-o de um "disco delicado e sensível" com "letras reflexivas e melancólicas". Em contrapartida, Raul Lima de Albuquerque do Coliseu de Ideias falou muito negativamente do álbum, chamando-o de "desigual [...] o pior disco da Trilogia dos Carnavais; definitivamente inferior a seu predecessor [...] fraco e insípido", finalmente classificando-o com um 3 de 10. Ele também criticou o fato do disco não ter sido lançado em formato físico, mas considerou a produção "seu único aspecto positivo".

## Faixas
Todas as faixas escritas e compostas por Rogério Skylab, com exceção de "Desde Quando Eu Era Bem Menino", por Skylab e Michael Sullivan; "Eu Era Feliz", por Skylab e Tavinho Paes; e "A Árvore", por Skylab e Fausto Fawcett. 
| N.º | Título                                                    | Duração |  |
| 1.  | "Branco do Brasil"                                        | 3:53    |  |
| 2.  | "Pedro Juan Caballero"                                    | 5:36    |  |
| 3.  | "Deixa" (part. Luís Capucho)                              | 4:17    |  |
| 4.  | "Atravesso os Dias"                                       | 3:51    |  |
| 5.  | "Desde Quando Eu Era Bem Menino" (part. Michael Sullivan) | 4:41    |  |
| 6.  | "O que te Perturba"                                       | 2:38    |  |
| 7.  | "As Ondas Sonoras"                                        | 4:45    |  |
| 8.  | "Longe de Você"                                           | 2:59    |  |
| 9.  | "Quanto Tempo?"                                           | 4:57    |  |
| 10. | "Tão Perto e Longe"                                       | 4:28    |  |
| 11. | "Quando Voltava das Festas"                               | 3:42    |  |
| 12. | "O Elefante"                                              | 2:42    |  |
| 13. | "Sem Você"                                                | 3:23    |  |
| 14. | "Mariana"                                                 | 2:49    |  |
| 15. | "Lívia" (part. Arrigo Barnabé)                            | 3:15    |  |
| 16. | "Eu Era Feliz" (part. Tavinho Paes)                       | 3:52    |  |
| 17. | "A Árvore" (part. Fausto Fawcett)                         | 5:17    |  |

## Créditos
- Rogério Skylab – vocais, produção
- Luiz Antônio Gomes – teclado, piano, percussão, mixagem, masterização
- Adelson Viana – acordeão (faixa 11)
- Filipe Bohlke – flauta (faixas 3 e 9)
- Gesiel Nascimento – flugelhorn (faixa 2)
- Luís Capucho – voz adicional (faixa 3)
- Michael Sullivan – voz adicional (faixa 5)
- Arrigo Barnabé – voz adicional (faixa 15)
- João Gevaerd – voz adicional (faixa 16)
- Micheline Cardoso – voz adicional (faixa 16)
- Tavinho Paes – voz adicional (faixa 16)
- João Linhares – voz adicional (faixa 16)
- Fausto Fawcett – voz adicional (faixa 17)
- Solange Venturi – arte de capa